# Sztojan Kitov
Sztojan Kirilov Kitov (bolgárul: Стоян Кирилов Китов, Szófia, 1938. augusztus 27. –) bolgár válogatott labdarúgó.
A bolgár válogatott tagjaként részt vett az 1960. évi nyári olimpiai játékokon, illetve az 1962-es és az 1966-os világbajnokságon.